# Catherine de Wurtemberg
Ne doit pas être confondu avec Catherine de Wurtemberg (1821-1898).
Titre
Reine de Westphalie
8 juillet 1807 – 26 octobre 1813
(6 ans, 3 mois et 18 jours)
Catherine de Wurtemberg, (en allemand : Katharine Sophie Friederike Dorothee von Württemberg), née le 21 février 1783 à Saint-Pétersbourg et morte le 29 novembre 1835 à Lausanne, est, par son mariage la princesse Catherine Bonaparte et reine de Westphalie de 1807 à 1813.

## Biographie
Fille de Frédéric Ier, roi de Wurtemberg, et de la reine Augusta de Brunswick-Wolfenbüttel, de la maison de Brunswick-Wolfenbüttel, nièce de la tsarine et cousine issue de germain de la reine Victoria, elle épousa le 22 août 1807, à Paris, Jérôme Bonaparte, roi de Westphalie, frère de Napoléon Ier. Ils eurent trois enfants :
- Jérôme Napoléon Charles, dit le prince de Montfort, né à Trieste le 24 août 1814 : il fut colonel dans l'armée de Wurtemberg et mourut le 12 mai 1847 à Florence ;
- Mathilde Létizia, dite la princesse Mathilde, née le 27 mai 1820 et morte le 2 janvier 1904, qui épousa en 1840 Anatole Demidoff, prince de San Donato (1813-1870) ; ils se séparèrent en 1847 ;
- Napoléon Jérôme Joseph Charles Paul, dit le prince Napoléon, né le 9 septembre 1822 et mort le 17 mars 1891, qui épousa en 1859 Marie-Clotilde de Savoie (1843-1911), fille de Victor-Emmanuel II roi d'Italie.

Ce mariage devait permettre de tisser des liens entre les pays du Sud de l'Allemagne et l'Empire français. En effet, Napoléon Ier voulait s'attacher les souverains de ces pays et faire de leurs États des tampons entre la France et l'Autriche tout en apportant à la famille Bonaparte le sang royal qui l'impressionnait (pour ne pas dire qui lui manquait).
Catherine supporta sans se plaindre les frasques et les adultères de son mari que ses sujets surnommèrent « König Lustig » (le « roi Joyeux drille »). Elle aimait passionnément ce jeune homme qu'elle appelait « Fifi » et les moqueurs la surnommèrent avec méchanceté « la dinde de Westphalie ».
L'éducation princière qu'elle avait reçue la rapprocha de la jeune impératrice Marie-Louise qui se sentait perdue à la cour impériale française.
En juillet 1816, son père le roi Frédéric Ier de Wurtemberg confère à son gendre le titre de prince de Montfort, devenant de ce fait princesse de Monfort.
Elle meurt dans la nuit du 28 au 29 novembre 1835 à Lausanne (Suisse), elle repose dans la nécropole royale du château de Ludwigsbourg (Royaume de Wurtemberg) mais son cœur lui se trouve aux Invalides, à Paris avec la tombe de son époux.

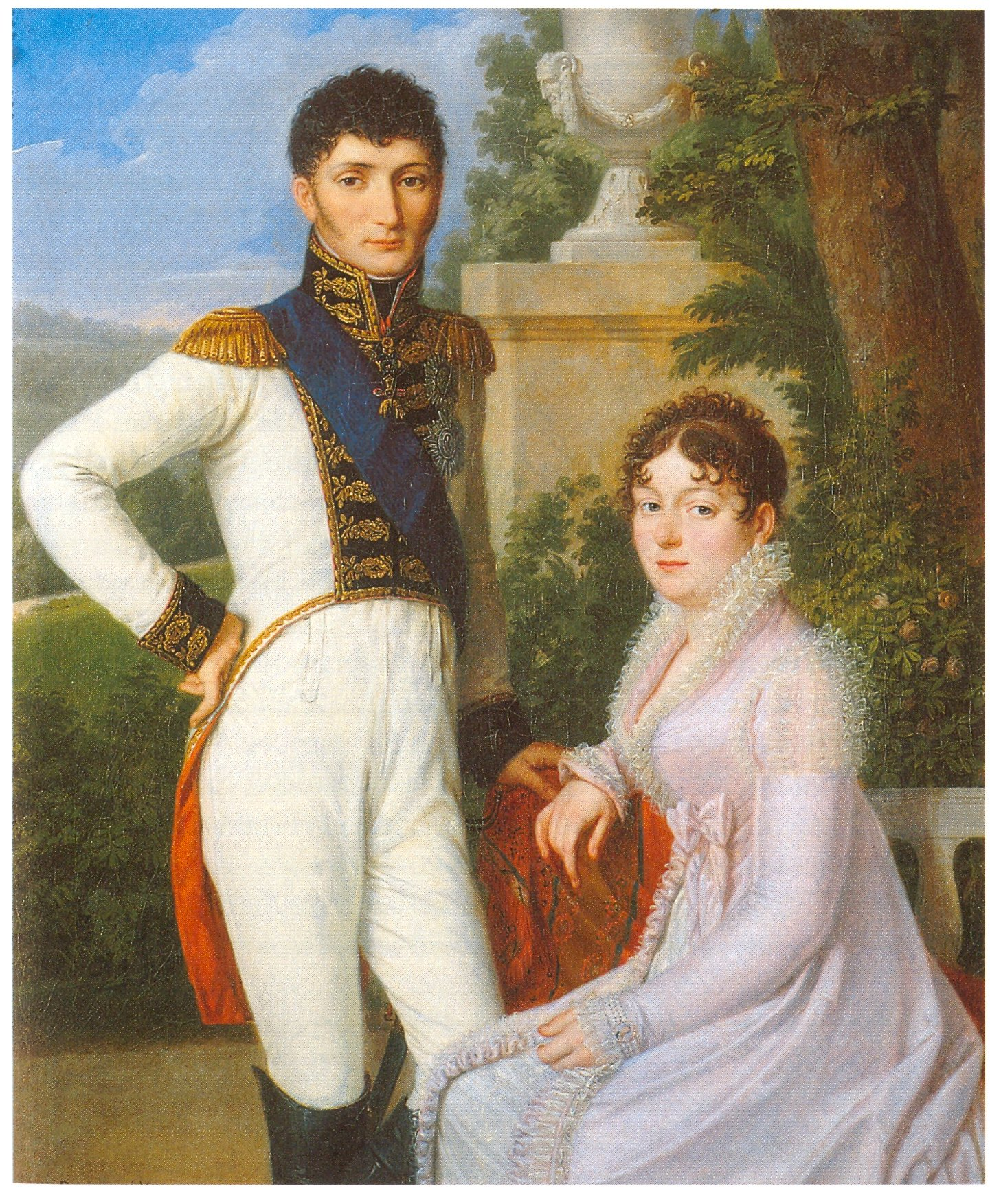
Jérôme Bonaparte et Catherine de Wurtemberg
Armoiries de Catherine, princesse de Montfort.
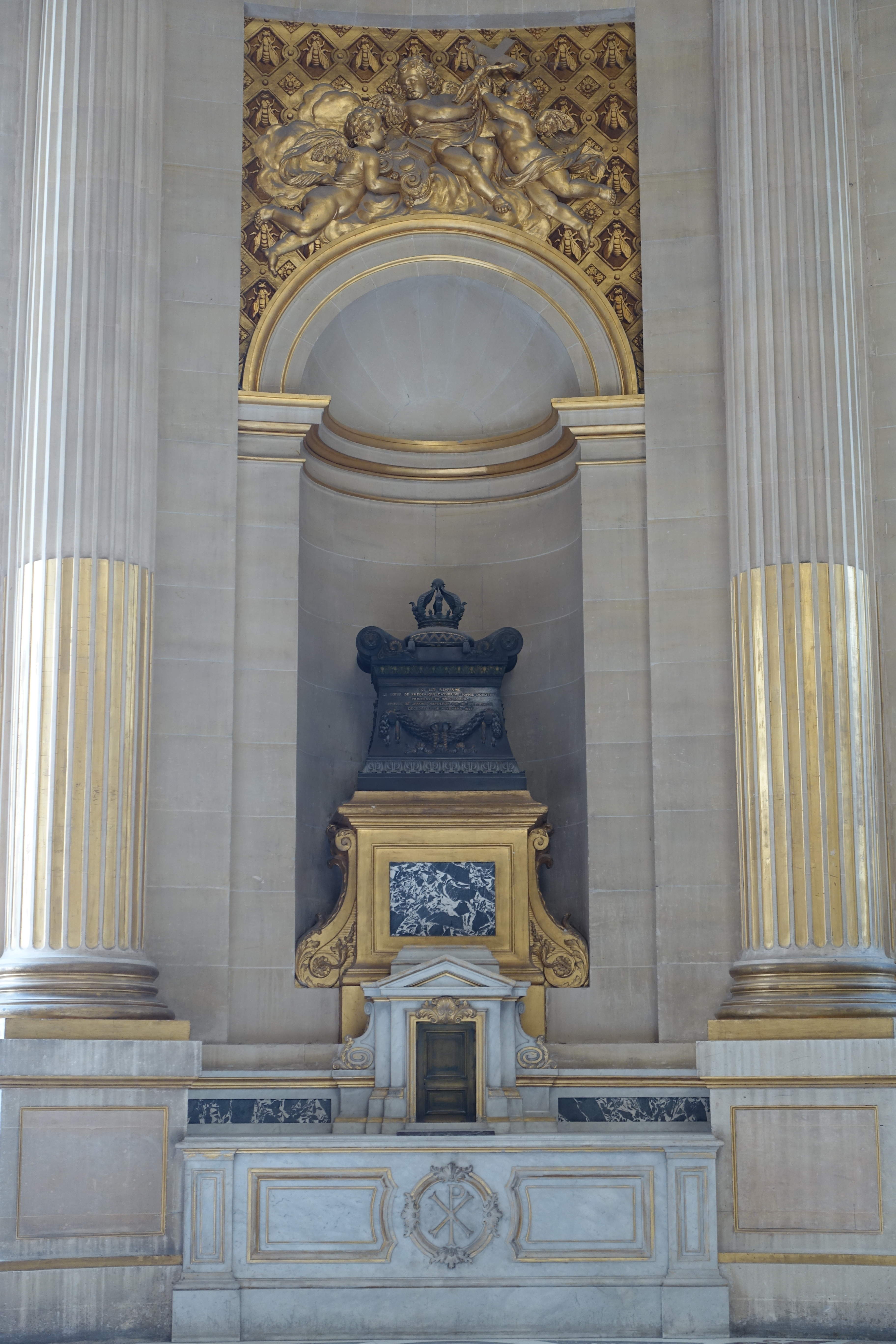
Son cœur en la chapelle st-Jérôme des Invalides.